# Trees for Life
Trees for Life (англ. Trees for Life — «деревья для жизни») благотворительная природоохранная организация, основанная в шотландской деревне Финдхорн (Морей) в 1989 году.
Организация ставит своей главной задачей воссоздание и сохранение Каледонского леса, когда-то покрывавшего значительную часть Шотландского высокогорья. Долгосрочной стратегической целью является восстановление общей площади дикой природы до 1600 км² и реинтродукция ранее обитавших в ней видов животных — евразийского бобра, дикого кабана, рысь и волка.
Ежегодно сотрудниками организации и волонтёрами высаживается более 100000 деревьев. Всего с 1989 года было высажено в общей сложности около одного миллиона деревьев. Для посадки используются саженцы местных видов деревьев — сосны, берёзы, рябины, осины, дуба, орешника и можжевельника. 